# Vence
Vence (in italiano (desueto) Venza, in occitano Vença) è un comune francese di 19 415 abitanti situato nel dipartimento delle Alpi Marittime della regione Provenza-Alpi-Costa Azzurra.
Fu sede vescovile dal IV secolo fino al 1801.

## Storia
Il territorio ha fatto da sempre parte della Liguria sotto l'Impero Romano, nel Regno longobardo e nel Regnum Italiae formatosi con Carlo Magno.
Fra il XIII e XIV secolo fu sotto il dominio dei conti di Provenza, per poi passare alla Francia.

### Simboli
Lo stemma è presente nell'Armorial Général de France del 1696.

### Scoperte archeologiche
Nel 2025, nel centro storico di Vence sono stati trovati i resti di una cattedrale paleocristiana e di un battistero che risalgono al V secolo. Le scoperte sono avvenute durante dei lavori per sistemare il vecchio mercato coperto. Gli scavi archeologici sono partiti a marzo 2025 grazie a un progetto del Comune di Vence in collaborazione con il Servizio Archeologico della Metropoli Nizza Costa Azzurra e la Direzione regionale degli affari culturali della regione Paca. Durante le ricerche sono stati trovati non solo i resti di una chiesa antica, ma anche di un battistero paleocristiano e di una trentina di tombe di personaggi probabilmente importanti. Secondo gli archeologi, si tratta di una scoperta davvero notevole, perchè aiuta a capire meglio la storia del Cristianesimo nei suoi inizi nella zona. Il sito occupa un'area lunga circa 30 metri e dimostra quanto fosse importante Vence nella diffusione del culto cristiano in Francia meridionale.
La cattedrale che è stata trovata è molto antica e appartiene al V secolo. Si pensava che fosse nascosta sotto la cattedrale di Vence più recente, quella medievale, costruita dopo l’anno 1000. Ora, con questa scoperta, si posono capire meglio le fasi di cambiamento che ha avuto l’edificio di culto tra l’antichità e il medioevo. Il battistero è stato trovato proprio fuori dalla cattedrale ed è in ottime condizioni. Dentro c’è una vasca battesimale antica usata all’epoca per i riti di iniziazione cristiana, soprattutto con battesimi per immersione di adulti. L’idea è di conservarlo visibile al pubblico sotto una lastra di vetro, accanto al futuro spazio commerciale. Vicino alla cattedrale e al battistero, sono state trovate circa trenta sepolture, alcune delle quali dentro la chiesa stessa. Gli studiosi pensano chesi tratti di vescovi, canonici o anche notabili civili. Sono anche stati rinvenuti tre scheletri di bambini. Al momento, si stanno facendo delle analisi isotopiche per sapere meglio l’età, il sesso e magari altri detagli delle persone sepolte. Se tutto va bene, sarà forse possiblie perfino associare i resti ad alcuni vescovi di Vence noti dalle fonti scritte.

## Monumenti e luoghi d'interesse
A Vence si trova la cappella di Santa Maria del Rosario, progettata e decorata da Henri Matisse tra il 1949 e il 1951 durante il suo soggiorno a Vence.
All'interno della cattedrale è presente un mosaico di Marc Chagall.
A Vence soggiornò il pittore francese Raoul Dufy a partire dal 1919. Egli ritrasse la cittadina più volte in anni diversi.

## Società

### Evoluzione demografica
Abitanti censiti